# کمالو
کماللو روستایی است کوهپایه ای که در دامنه جنوبی رشته کوههای خرقان(قاراقان) مابین خرقان غربی و شرقی در مجموعه دهستان مزلقانچای و 17 کیلومتری شمال غربی بخش نوبران و جنوب روستای سامان  قراردارد.
کماللو و47 روستای دیگر، دهستان مزلقان چای (مزدقن) را تشکیل می دهند.
درتقسیمات جدید کشوری، کماللو به همراه 25 روستای دیگر دهستان کوهپایه ای بخش نوبران را تشکیل می دهند. نوبران یکی از بزرگترین بخش های شهرستان ساوه در استان مرکزی می باشد.
مختصات جغرافیایی: 35 درجه و 16 دقیقه عرض شمالی و 49 درجه و 36 دقیقه طول شرقی
ارتفاع از سطح دریاهای آزاد: 1950 متر
زبان رسمی: ترکی (اخیراً ترکی با اصطلاحات فارسی)
دین: اسلام مذهب شیعه
این روستا در دهستان کوهپایه قرار دارد و براساس سرشماری مرکز آمار ایران در سال ۱۳۸۵، جمعیت آن ۸۶ نفر (۳۴خانوار) بوده‌است.